# Quatripole Q-150D
Le Quatripole Q-150D est un véhicule militaire espagnol léger tout-terrain non-blindé de transport tactique aérolargable ainsi que tracteur d'artillerie développé par l'entreprise espagnole Quatripole.

## Histoire
Le Quatripole Q-10D est une évolution et amélioration du véhicule SPA FOX, avec une meilleure adaptabilité des armements additionnels ou appareils de transmission, Quatripole a repris la maintenance, l'amélioration et le développement de véhicules restant après la disparition de l'entreprise SPA en 2007. Les Quatripole sont fabriqués dès 2014 sous licence à Hontoria près de Ségovie.

## Description
Quatripole a produit le véhicule militaire de l'armée espagnole "Quatripole Q-150D" en service actif auprès de la BRIPAC (brigade parachutiste), car le véhicule est aérotransportable et aérolargable. Ce véhicule est également désigné comme "mule mécanique", en référence au M274 américain.
Ce véhicule peut transporter jusqu'à 900kg de charge ou 4 hommes avec leur équipage complet.

## Caractéristiques techniques
- Poids: jusqu'à 900 kg de charge, plus en remorque.
- Autonomie: 100 km

## Utilisateurs

### Militaires

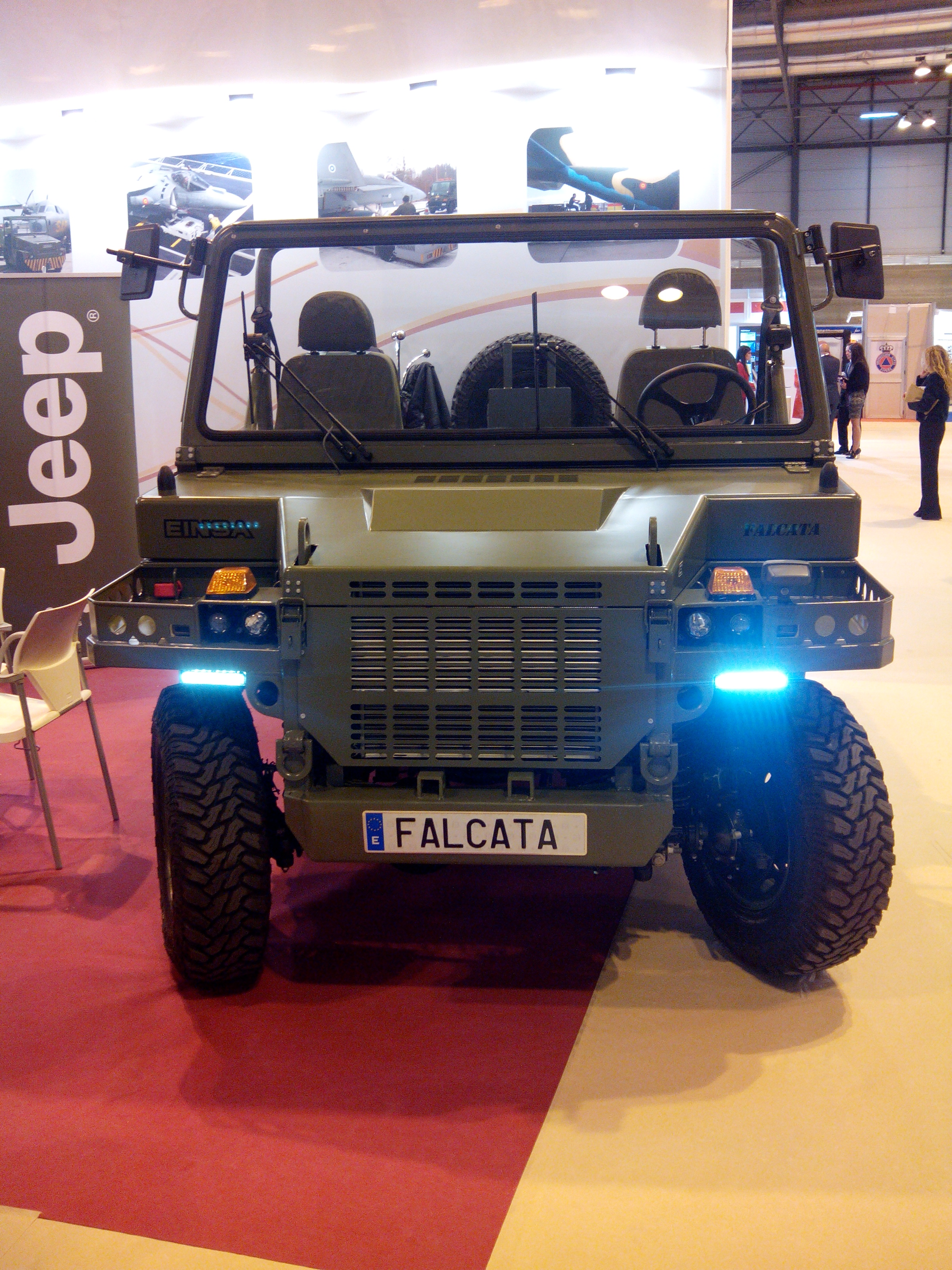
Successeur du Quatripole, le "Falcata (véhicule)"

Espagne20 véhicules aérolargable en C-130; aérotransportable en hélicoptère Chinook (intérieur et extérieur par élingage), Cougar ou Super Puma (extérieur), NH-90 (extérieur et intérieur). Il peut en être placé 3 en CH-47 et 12 en C-1304. Il a été conçu pour une utilisation logistique ou comme tracteur d'artillerie utilisé par exemple pour le Canon léger L118 qu'il tracte tout en transportant les munitions ou comme porte-mortier et porte lance-missile. Il remplace ou complète le véhicule SPA FOX de l'entreprise SPA. Il est lui-même remplacé ou complété par le Falcata (véhicule). Le Falcata a emporté l'appel d'offres contre la nouvelle version du Quatripole.
 Portugal10 véhicules fabriqués sous licence par l'entreprise Toro Vehículos Especiales y Sistemas.

## Véhicules comparables
- M274, plate-forme motorisée plutôt que véhicule
- Fresia F18, plate-forme motorisée plutôt que véhicule
- ARGO ATV véhicule tout-terrain léger et amphibie.
- Haflinger (véhicule)